# Plectranthias whiteheadi
Plectranthias whiteheadi är en fiskart som beskrevs av Randall, 1980. Plectranthias whiteheadi ingår i släktet Plectranthias och familjen havsabborrfiskar. IUCN kategoriserar arten globalt som sårbar. Inga underarter finns listade i Catalogue of Life.